# Stojačak
Stojačak (cyr. Стојачак) – wieś w Serbii, w okręgu podunajskim, w gminie Smederevska Palanka. W 2011 roku liczyła 365 mieszkańców.